# Selenops camerun
Selenops camerun là một loài nhện trong họ Selenopidae.
Loài này thuộc chi Selenops. Selenops camerun được J. A. Corronca miêu tả năm 2001.